# 德扬·斯坦科维奇
德扬·斯坦科维奇（塞爾維亞語：Дејан Станковић，Dejan Stanković，1978年9月11日—），已退役塞爾維亞足球運動員，司職中場。他以有效准确的传球和精湛的远射脚法而闻名。

## 俱乐部生涯

### 贝尔格莱德红星（1992-1998）
斯坦科维奇很小的时候在家乡的FK Teleoptik队踢球。1992年，贝尔格莱德红星队的球探发现了14岁的斯坦科维奇，将他带到了红星队的青训系统。在1994-95赛季时，年仅16岁的斯坦科维奇代表球队出场了7次，并且攻进了自己职业生涯的首个入球。在1997-98赛季，19岁的斯坦科维奇已经成为了贝尔格莱德红星的队长。尽管该赛季球队没能夺得联赛冠军，但是仍然夺得了两个国内杯赛的锦标。

### 拉齐奥（1998-2004）
1998年，意甲劲旅拉齐奥以650万英镑的价格从红星队签下斯坦科维奇。9月13日对阵皮亚琴察的比赛中，斯坦科维奇攻入了在意甲的首粒入球。当时拉齐奥队内可谓众星云集，面对内德维德、贝隆、罗伯托·曼奇尼的激烈竞争，斯坦科维奇牢牢占据一线队主力位置，并成为球队中不可或缺的球员。他在球场上高效且令人印象深刻的表现赢得了球迷的赞誉，期间帮助球队夺得欧洲优胜者杯冠军、欧洲超级杯冠军、1次意甲冠军、1次意大利杯冠军和2次意大利超级杯冠军。在拉齐奥度过了成功的5个赛季后，斯坦科维奇于2004年2月转会至国际米兰。

### 国际米兰（2004-2013）
2003-04赛季，拉齐奥苦于财政问题开始甩卖队内球星，于是国际米兰在2004年2月以400万欧元附加潘德夫一半所有权的低廉价格签下了斯坦科维奇。加盟国米后斯坦科维奇成为队内主力中场，在2006年5月7日迎来了自己在国米的第100场比赛。德国世界杯后的2006-07赛季成为了斯坦科维奇的巅峰赛季，出场34次攻入6球，经《米兰体育报》统计整个赛季斯坦科维奇总共5次被评选为全场最佳球员。他的出色表现帮助国际米兰在该赛季以创纪录的97分夺得意甲冠军。
2008-09赛季穆里尼奥来到国际米兰执教。由于前一赛季斯坦科维奇受到伤病困扰表现不佳，其开始遭到穆里尼奥冷遇，后者更曾放言“他已经不再是拉齐奥的那个斯坦科维奇了”。不过斯坦科维奇还是决定留在球队，且恰逢该季国米遭受伤病困扰，使得斯坦科维奇又获得了更多上场时间且表现不俗，在联赛中出场31次攻入5球，欧洲冠军联赛1/8决赛第二回合客场对阵曼联，斯坦科维奇多脚远射几乎攻破范德萨的大门，只可惜球队仍以0:2失利。
2009-10赛季，斯坦科维奇在8月29日的米兰德比中攻入了第四个进球，最终国际米兰4:0大破同城死敌AC米兰。球队5:0击败热那亚的比赛，斯坦科维奇打入了一记54米的超级远射，成为其经典进球之一。该赛季国际米兰夺得了欧洲冠军联赛冠军、意甲冠军和意大利杯冠军，成为意大利足球历史上首个三冠王。
2010-11赛季对于国际米兰来说可谓不堪回首，不过斯坦科维奇却仍有上佳表现。2010年10月28日国米主场5:2大胜帕尔马的比赛中，斯坦科维奇上演帽子戏法。世俱杯半决赛对阵城南一和，斯坦科维奇在开场4分钟便攻入一球，帮助球队3:0闯入决赛，并最终夺得赛事冠军。其职业生涯最经典的时刻——欧洲冠军联赛1/4决赛第一回合主场对阵沙尔克04，开场仅1分钟，由于对方门将诺伊尔站位过于靠前，斯坦科维奇在中圈后距离球门60米处轰出超级世界波，将球射进对方球门。然而比赛的结果却是悲剧性的——国际米兰最终2:5惨败于沙尔克04，这个8年来主场最大输球比分被刻进俱乐部的耻辱柱。
2011-12赛季，由于年龄的增大，斯坦科维奇的状态开始下滑，逐渐沦为球队替补。
2013年7月6日，他在俱乐部官方网站上发表了一封信，宣布与国米球迷告别。

## 国家队生涯
斯坦科维奇代表前南斯拉夫国家队的首演是在1998年4月22日，对手是韩国。他梅开二度帮助球队3:1获胜。斯坦科维奇在1998年世界杯和2000年欧洲杯期间一直是南斯拉夫队（现已改为塞尔维亚队）的主力核心。
2006年后，斯坦科维奇担任塞尔维亚队的队长。2010年南非世界杯期间，塞尔维亚在小组赛第一场1:0爆冷击败德国，不过后两场比赛负于加纳和澳大利亚使其被淘汰打道回府。
2011年10月12日，在塞爾維亞確定無緣2012年歐洲國家盃後，斯坦科维奇宣布退出國家隊。

## 榮譽

### 俱乐部
貝爾格萊德紅星
- 南斯拉夫甲级联赛冠军：1994-1995
- 南斯拉夫杯冠军：1995, 1996, 1997

 拉素
- 意大利杯：1999-2000、2003–04
- 意大利超级杯：1998、2000
- 欧洲优胜者杯冠军：1998-99
- 欧洲超级杯冠军：1999
- 意大利足球甲级联赛冠军：1999-2000

 国际米兰
- 意大利足球甲级联赛冠軍：2005-06、2006-07、2007-08、2008-09、2009-10
- 意大利杯冠军：2004-05、2005-06、2009-10、2010-11
- 意大利超级杯：2005、2006、2008、2010
- 欧洲冠军联赛冠军：2009-10
- 世俱杯冠军：2010

### 个人
- 塞尔维亚年度最佳足球运动员（英语：Serbian Footballer of the Year）：2010